# Onthophagus atrovirens
Onthophagus atrovirens là một loài bọ cánh cứng trong họ Bọ hung (Scarabaeidae).